# トヨタ・モーター・マニュファクチャリング・チェコ
トヨタ・モーター・マニュファクチャリング・チェコ（Toyota Motor Manufacturing Czech Republic。略称:TMMCZ）は、チェコにあるトヨタ自動車の100%出資の自動車製造会社。
かつては、トヨタ自動車とPSA・プジョーシトロエンの合弁企業として設立されたトヨタ・プジョー・シトロエン・オートモービル（Toyota Peugeot Citroën Automobile。略称:TPCA）であったが、2021年1月1日に合弁を解消した。チェコ共和国のコリーンに工場を置いている。

## 生産車種
- トヨタ・アイゴ
- プジョー・107
- プジョー・108
- シトロエン・C1
- トヨタ・ヤリス

いずれも姉妹車で、エンジンはガソリン車はトヨタ・パッソ/ダイハツ・ブーンと同じダイハツ工業製の1KR-FE型直列3気筒52kW（71ps）の1.0 L DOHC12バルブエンジンを、ディーゼル車は2WZ-TV型(日本国内でのエンジン形式は1ND-TV型)直列4気筒40kW（55ps）の1.4 L SOHC8バルブエンジンを搭載している。